# Vita Pavliš
Vita Anatoljivna Pavliš (ukrajinsko Вікторія Анатопіївна Павпиш), ukrajinska atletinja, * 15. januar 1969, Harkov, Sovjetska zveza.
Nastopila je na poletnih olimpijskih igrah v letih 1992 in 1996 v suvanju krogle, leta 1996 je dosegla četrto mesto, leta 1992 pa osmo. Na svetovnih prvenstvih je osvojila srebrno in dve bronasti medalji, na svetovnih dvoranskih prvenstvih tri zlate medalje, od katerih so ji dve odvzeli zaradi dopinga, na evropskih prvenstvih dve zlati in srebrno medaljo, na evropskih dvoranskih prvenstvih pa zlato in srebrno medaljo. 